# Um die 30
Um die 30 ist eine vom ZDF im Jahr 1995 ausgestrahlte Fernsehserie. Sechs Freunde, gemeinsam aufgewachsen und alle um die 30, träumen von Liebe und Familie, Karriere und Wohlstand. Allmählich lernen sie jedoch das wahre Leben kennen. Im Jahr 2021 wurde mit Um die 50 ein Fortsetzungsfilm veröffentlicht.

## Handlung
Diese Serie erzählt die Geschichte der sechs Freunde Tina, Frank, Carlo, Carola, Sabrina und Olaf, die alle um die 30 Jahre alt sind. Tina, ein Fotomodell, wünscht sich dringend ein Baby und heiratet Frank, der eine Werkstatt für Oldtimer besitzt. Carlo, eigentlich Fotograf, und Carola führen eine kleine Pizzeria. Sie haben Probleme mit ihrem italienischen Konkurrenten. Olaf ist ein erfolgreicher Anwalt und hilft Carlo und der zum zweiten Mal schwangeren Carola gelegentlich aus der Patsche. Sabrina, Moderatorin und mit einem älteren Schauspieler verheiratet, hat gerade eine neue Sex-Chat-Show im Fernsehen gestartet.

## Auszeichnung
Ralf Huettner und Dominic Raacke wurden 1996 für das Drehbuch der Serie mit dem Telestar-Fernsehpreis ausgezeichnet.

## Gastdarsteller
Namhafte Schauspieler wie Katharina Böhm, Tobias Hoesl, Juraj Kukura oder Günter Mack hatten in dieser Serie Gastauftritte.

## Episoden
| Folge | Titel                       | Erstausstrahlung |
| ----- | --------------------------- | ---------------- |
| 1     | Babyboomer                  | 2. Oktober 1995  |
| 2     | Die Apokalypse              | 2. Oktober 1995  |
| 3     | Altmodische Typen           | 5. Oktober 1995  |
| 4     | Einer von 80 Millionen      | 12. Oktober 1995 |
| 5     | Der Crash-Test              | 19. Oktober 1995 |
| 6     | Das fertigste Paar der Welt | 26. Oktober 1995 |
| 7     | Die Schubkraft der Liebe    | 2. November 1995 |